# Železniční trať Novi Sad – Bečej
Železniční trať Novi Sad–Bečej (srbsky Железничка пруга Нови Сад–Бечеј/Železnička pruga Novi Sad–Bečej) je pro osobní dopravu nepoužívaná jednokolejná neelektrizovaná trať, která se nachází v srbské autonomní oblasti Vojvodina. V železniční síti Srbska má číslo 25. Její délka činí 65 km.

## Historie
Trať byla vybudována v závěru 19. století pro potřeby průmyslového rozvoje města Temerin a jeho napojení na Rakousko-uherskou železniční síť. Byla dána do provozu dne 2. července 1899, ve stejný den, jako byla otevřena i trať do měst Orlovat a Titel východně od Nového Sadu. Jako tzv. vinciální dráha byla vybudována za velmi nízké náklady a cestovní rychlost na trati se pohybovala okolo 40 km/h. 
Až do 70. let 20. století měla železnice význam nejen pro nákladní, ale i pro osobní dopravu. Autobusová doprava nebyla příliš velkým konkurentem a nákladní doprava pomohla průmyslovému rozvoji Temerina, ze kterého se stalo malé město. Průmyslové podniky postupně vyrostly i v dalších místech na této trati. např. v Žabalji. Ročně bylo přepraveno na sto tisíc tun nákladu a třicet tisíc tun cestujících. Ke konci 70. let však již značnou roli získaly nákladní automobily a autobusy. Počet cestujících na této trati tak spadl v roce 1978 na polovinu. 
Mezi lety 1971 až 1985 byla provedena řada modernizací stanic a kolejišť na uvedené trati, po tomto období nebylo vůbec do obnovy trati investováno a provoz byl často přerušován.
Provoz s cestujícími byl na trati ukončen v roce 2016, její technický stav byl ale již v té době velmi špatný. Trať je zarostlá trávou a křovinami. O případné správě trati uvažovalo několik okolních měst a obcí, které nicméně nedisponovaly potřebnými finančními prostředky pro obnovu trati. 
Trať má v současné době využití především pro průmyslové podniky v Temerinu a Žabalji. Především slouží pro dopravu cukrové řepy do cukrovarů, kde jsou vysoké nároky na objem a nízké na rychlost. 

## Stanice
- Novi Sad
- Bački Jarak
- Temerin
- Gospođinci
- Žabalj
- Čurug
- Bačko Gradište
- Bečej